# Orobanche alsatica
La succiamele della cervaria (nome scientifico Orobanche alsatica Kirschl., 1836)  è una pianta parassita, appartenente alla famiglia delle Orobanchaceae.

## Etimologia
Il nome generico (Orobanche) deriva da due termini greci òrobos (= legume) e anchéin (= strozzare) e indicano il carattere parassitario di buona parte delle piante del genere di questa specie soprattutto a danno delle Leguminose (nell'antica Grecia questo nome era usato per una pianta parassita della "veccia" - Vicia sativa). L'epiteto specifico (alsatica) fa riferimento all'areale del primo ritrovamento moderno (Alsazia). Il nome comune (succiamele della cervaria) fa riferimento alla specie ospite (Peudedanum cervaria).
Il nome scientifico di questa specie è stato definito per la prima volta dal fisico e botanico francese Frédéric R. Kirschleger (1804-1869) nella pubblicazione "Prodrome de la flore d'Alsace - Pag. 109" del 1836(Il testo originale è reperibile qui).

## Descrizione

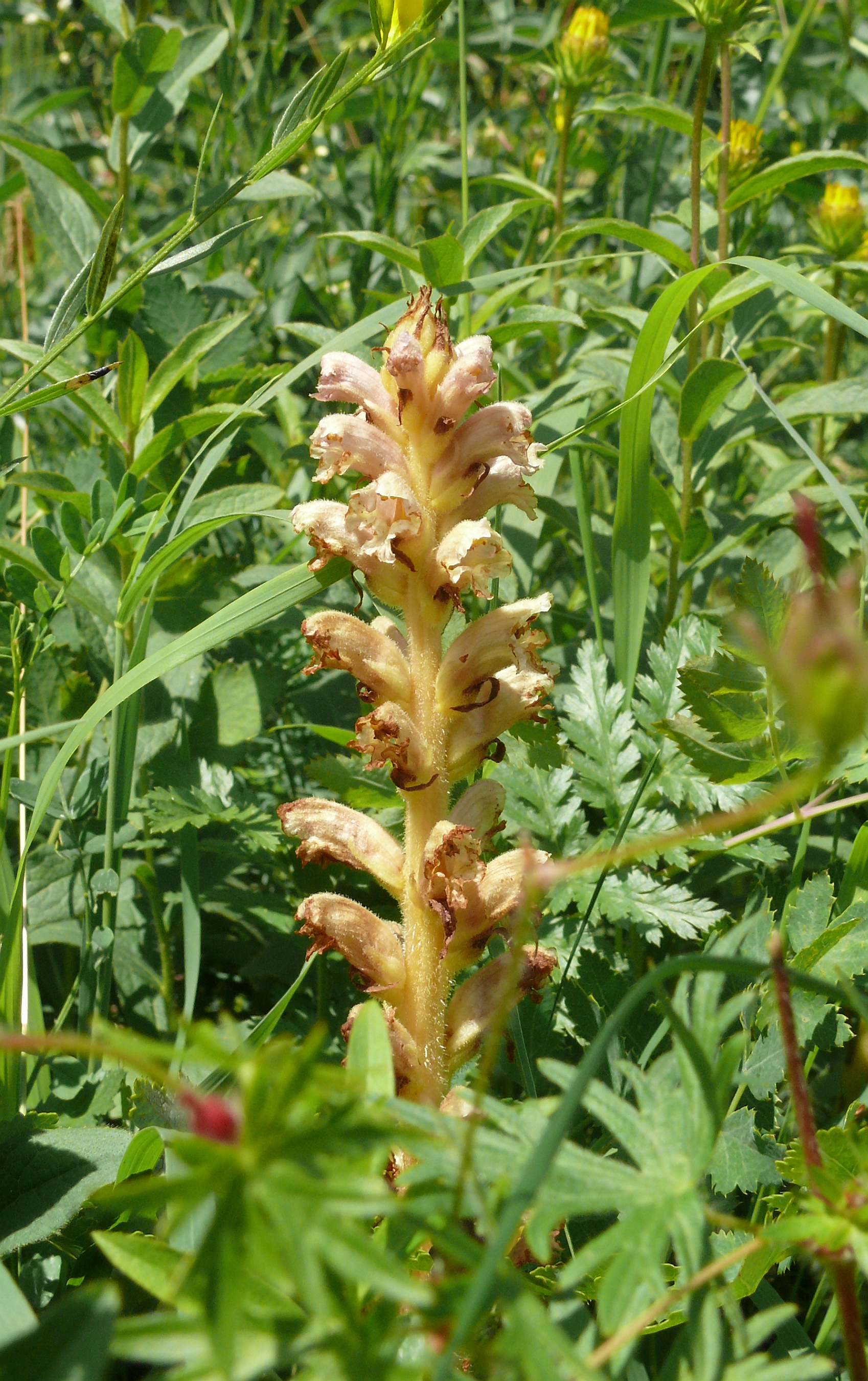
Il portamento

Queste piante sono alte da 20 a 60 cm. La forma biologica è terofita parassita (T par), sono piante erbacee che differiscono dalle altre forme biologiche poiché, essendo annuali, superano la stagione avversa sotto forma di seme e sono munite di asse fiorale eretto e spesso privo di foglie. In questa specie sono presenti anche piante con forme biologiche perenni tipo geofite parassite (G par), sono piante provviste di gemme sotterranee e radici che mostrano organi specifici per nutrirsi della linfa di altre piante. Non contengono clorofilla e inoltre nel secco si colorano di bruno.

### Radici
Le radici sono fascicolate e si diramano da un bulbo o rizoma centrale. Nella parte finale sono provviste di austori succhianti che parassitano l'apparato radicale delle piante ospiti.

### Fusto
La parte aerea del fusto è eretta e semplice (non ramosa) e striato-scanalato; la forma è cilindrica con un ingrossamento alla base. Gli scapi terminali sono sempre fioriferi (mai sterili). È pubescente per peli ghiandolari.

### Foglie
Le foglie sono ridotte a delle squame spiralate ed hanno delle forme triangolari-lanceolate (o anche ovate o ovato-lanceolate). Sono subvillose sulla parte abassiale e lungo i margini. Lunghezza massima delle foglie: larghezza 4 – 6 mm; 10 – 30 mm..

### Infiorescenza

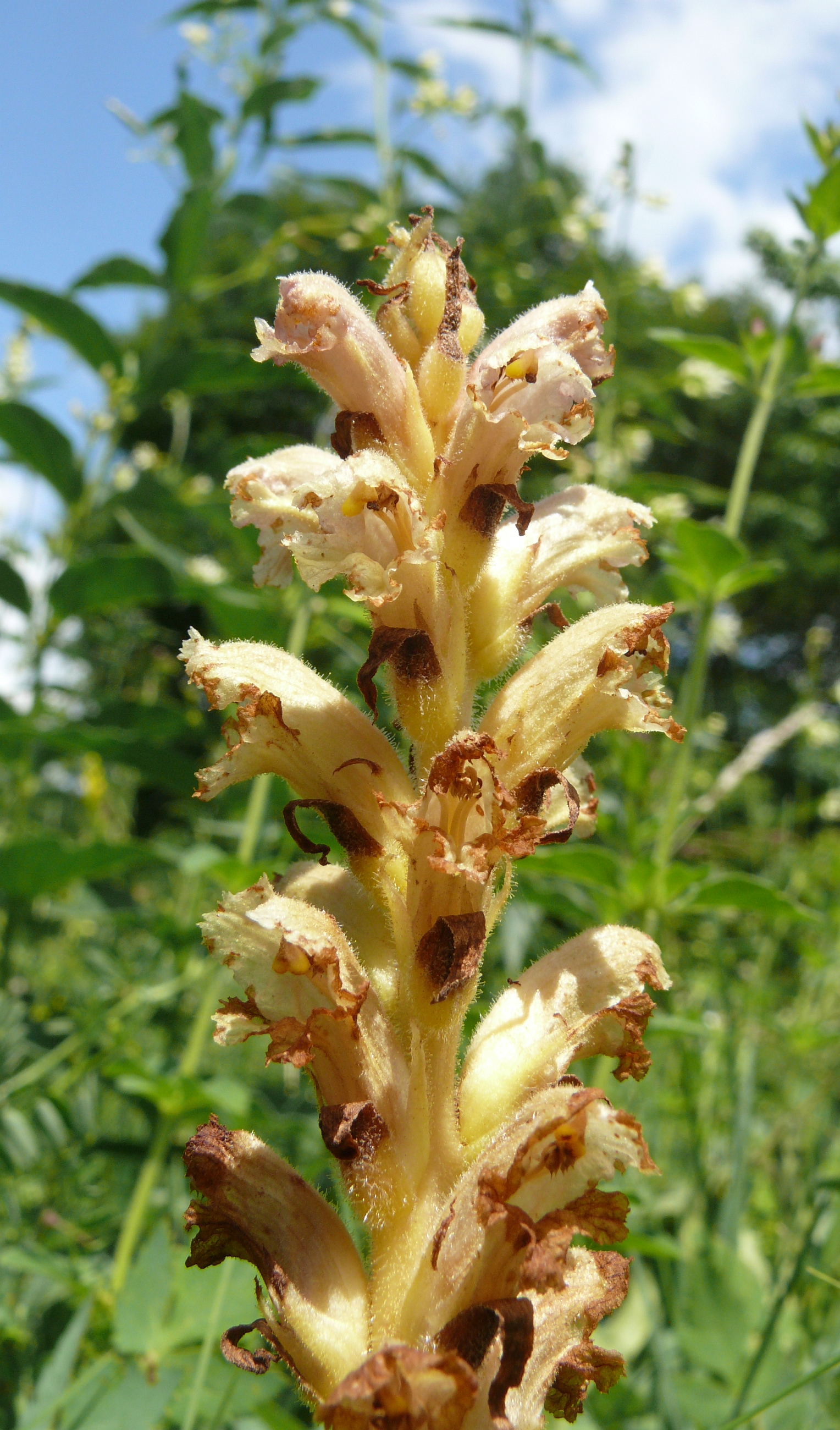
Infiorescenza

Le infiorescenze sono a forma di spiga o racemo denso. Le brattee dell'infiorescenza sono del tipo lanceolato-acuminate (o anche a forma ovato-lanceolata). Non sono presenti bratteole. Dimensione dell'infiorescenza: larghezza 3 cm; lunghezza 8 – 15 cm. Dimensione delle brattee: larghezza 4 – 5 mm; lunghezza 10 – 20 mm.

### Fiore
I fiori sono ermafroditi, zigomorfi (del tipo bilabiato), tetrameri, ossia con quattro verticilli (calice – corolla - androceo – gineceo) e pentameri (la corolla è a 5 parti, mentre il calice anch'esso a 5 parti spesso è ridotto). In questa specie i fiori alla base sono avvolti da 3 elementi: in posizione centrale è presente una brattea; su entrambi i lati è presente una lacinia calicina profondamente bifida (non sono presenti le bratteole). Lunghezza totale del fiore: 12 – 25 mm.
- Formula fiorale: per questa pianta viene indicata la seguente formula fiorale:[6]

X, K (4/5), [C (2+3), A 2+2], G (2), (supero), capsula
- Calice: il calice è gamosepalo a 3 parti, ossia quattro sepali, riccamente ghiandolari e saldati 2 a 2 tipo lacinie (o anche a forma lanceolata) ben separate (libere) o collegate alla base, più una brattea centrale. I sepali esterni sono rossi, quelli più interni sono più scuri e colorati di giallo-verde. La superficie è trinervata. Dimensione del calice: 7 – 9 mm.
- Corolla: la corolla, di tipo personato, è simpetala e consiste in un tubo cilindrico, non ristretto verso le fauci, terminante in un lembo bilabiato; dei due labbri quello superiore è intero o un po' bilobo, mentre quello inferiore è trilobato con lobi più o meno uguali di cui quello centrale è densamente cigliato. La superficie della corolla è pubescente-ghiandolosa, ed è colorata di giallo scuro con screziature rosse scure (causate dalle secrezioni dei tricomi) sulla parte abassiale. Il nettare si forma nella parte basale della corolla; la ghiandola secretoria è colorata di giallo con una forma asimmetrica. Dimensione della corolla: 16 – 20 mm.
- Androceo: l'androceo possiede quattro stami didinami (due grandi e due piccoli). I filamenti sono lungi a forma di "S" e biancastri; sono pubescenti nella parte bassa per sparsi peli ghiandolari (tricomi sia ghiandolari che non ghiandolari) e sono inseriti a 1/3 del tubo corollino. Le antere, glabre e a forma ovale, sono disposte trasversalmente e sono provviste di due logge più o meno uguali. Le sacche polliniche hanno l'estremità inferiore a forma di freccia.[7] Lunghezza dei filamenti: 0,8 - 1,2 cm. Lunghezza delle antere: 1,4 - 1,6 mm.
- Gineceo: l'ovario è supero formato da due (o tre) carpelli ed è uniloculare a forma ovale; le placente sono due o quattro di tipo parietale, a volte unite al centro e portanti un numero molto elevato di ovuli. Lo stilo è del tipo filiforme con una forma ad arco e non sporge oltre le fauci della corolla ; lo stigma è capitato o del tipo a 2 - 4 lobi ed è colorato di giallo. Lunghezza dello stilo: 0,8 - 1,3 cm.
- Fioritura: da giugno a luglio.

### Frutti
Il frutto è una capsula loculicida a forma più o meno ovoidale. I semi, molti e minuti dalle dimensioni quasi microscopiche, contengono un embrione rudimentale indifferenziato e composto da poche cellule; sono colorati di nero. Lunghezza della capsula: 7 – 12 mm. Dimensione dei semi: larghezza 0,2 mm; lunghezza 0,3 mm-

## Riproduzione
- Impollinazione: l'impollinazione avviene tramite insetti (impollinazione entomogama).
- Riproduzione: la fecondazione avviene fondamentalmente tramite l'impollinazione dei fiori (vedi sopra).
- Dispersione: i semi cadendo a terra sono successivamente dispersi soprattutto da insetti tipo formiche (disseminazione mirmecoria).

## Biologia
Queste piante non contengono clorofilla per cui possiedono organi specifici per nutrirsi della linfa di altre piante. Le loro radici infatti sono provviste di uno o più austori connessi alle radici ospiti per ricavare sostanze nutritive. Inoltre il parassitismo di Orobanche alba è tale per cui anche i semi per germogliare hanno bisogno della presenza delle radici della pianta ospite; altrimenti le giovani piantine sono destinate ad una precoce degenerazione.
In genere le specie di questa voce sono parassite della specie Peucedanum cervaria (L.) Lapeyr., 1813e della specie Seseli osseum Crantz, 1767 (famiglia Apiaceae).

## Distribuzione e habitat

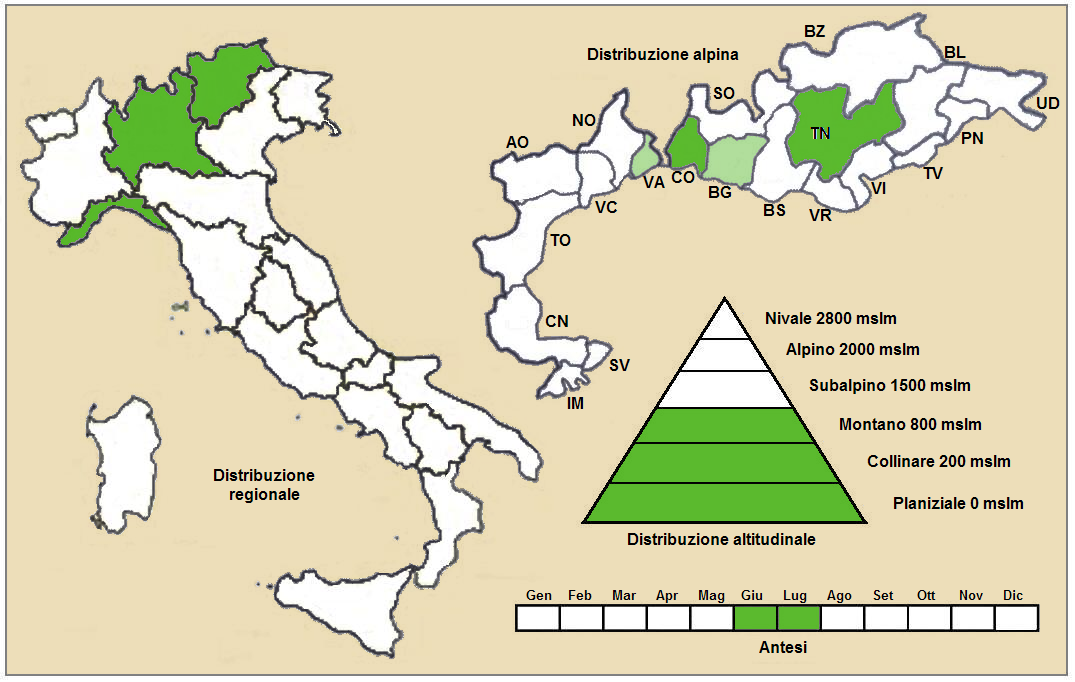
Distribuzione della pianta
(Distribuzione regionale – Distribuzione alpina)

- Geoelemento: il tipo corologico (area di origine) è Centroeuropeo - Sudsiberiano o anche Eurasiatico.
- Distribuzione: in Italia questa pianta è rara; nelle Alpi si trova in modo discontinuo. Oltre confine (sempre nelle Alpi) si trova in Slovenia e nell'Austria orientale. Sugli altri rilievi europei collegati alle Alpi si trova nei Vosgi, Massiccio del Giura e Carpazi.[9] Nel resto dell'Europa si trova nella fascia centrale che va dalla Francia alla Russia; si trova anche nel Marocco. Fuori dall'Europa si trova nel Kazakistan, Kirghizistan, Uzbekistan e in Cina.[11]
- Habitat: l'habitat tipico sono le zone con presenza delle specie Peucedanum cervaria e Seseli osseum; ma anche i margini erbacei dei boschi, gli arbusteti meso-termofili, le pinete, i gineprai e i querceti submediterranei e in genere i pendii esposti al sole su substrato alcalino. Il substrato preferito è calcareo con pH basico, bassi valori nutrizionali del terreno che deve essere secco.[9]
- Distribuzione altitudinale: sui rilievi queste piante si possono trovare fino a 800 m s.l.m.; frequentano quindi i seguenti piani vegetazionali: subalpino e alpino (oltre a quello planiziale – a livello del mare).

### Fitosociologia
Dal punto di vista fitosociologico Orobanche alsatica appartiene alla seguente comunità vegetale:
Formazione: delle comunità delle macro- e megaforbie terrestri
Classe: Trifolio-Geranietea sanguinei
Ordine: Origanetalia vulgaris
Alleanza: Geranion sanguinei

## Tassonomia
La famiglia di appartenenza della specie (Orobanchaceae) comprende soprattutto piante erbacee perenni e annuali semiparassite (ossia contengono ancora clorofilla a parte qualche genere completamente parassita) con uno o più austori connessi alle radici ospiti. È una famiglia abbastanza numerosa con circa 60 - 90 generi e oltre 1700 - 2000 specie (il numero dei generi e delle specie dipende dai vari metodi di classificazione) distribuiti in tutti i continenti.
La classificazione del genere Orobanche è problematica in quanto le varie specie differiscono una dall'altra per piccoli caratteri soprattutto nella forma del calice-corolla e per i vari colori delle parti floreali che presto tendono al bruno appena la pianta "entra" nel secco. Molte specie hanno una grande specificità dell'apparato radicale per cui una possibile distinzione è possibile tramite l'individuazione della pianta parassitata (vedi il paragrafo "Biologia").
Il nome scientifico della specie di questa voce non è univoco tra i vari Autori botanici. La recente pubblicazione sulla flora spontanea italiana "An annotated checklist of the Italian Vascular Flora" di F.Conti, G. Abbate, A.Alessandrini, C.Blasi assegna a questa specie il nome scientifico di O. bartlingii Griseb.; mentre (nella stessa pubblicazione) riconosce la O. caudata De Not. distinta dalla O. batlingii (e quindi dalla O. alsatica) e distribuita solamente in Liguria. Anche Pignatti nella Flora f'Italia descrive la specie O. caudata De Not., distribuita nella Liguria, come molto simile alla O. alsatica, ma che molti Autori (come afferma Pignatti stesso) riuniscono a quest'ultima specie. In effetti alcune checklist considerano O. caudata e O. batlingii un sinonimo di O. alsatica. Altre checklist riconoscono la sottospecie O. alsatica subsp. libanotidis (Rupr.) Pusch, 1996 e considerano O. bartlingii un suo sinonimo.

### Filogenesi
Secondo una recente ricerca di tipo filogenetico la famiglia Orobanchaceae è composta da 6 cladi principali nidificati uno all'interno dell'altro. Il genere Orobanche si trova nel terzo clade (relativo alla tribù Orobancheae) insieme ai generi Boschniakia C. A. Mey. ex Bong. 1833, Cistanche Hoffmans. & Link 1809, Conopholis
Wallr.1825, Epifagus Nutt. 1818, Eremitilla Yatsk. & J. L. Contr., 2009, Kopsiopsis (Beck) Beck 1930, Mannagettaea Harry Sm.
1933. Orobanche è monofiletico e rappresenta il core del clade ed è “gruppo fratello” del genere Mannagettaea e quindi di tutto il resto del gruppo.
All'interno del genere Orobanche la specie Orobanche alsatica appartiene alla sezione Orobanche L. caratterizzata soprattutto dalla forma del calice a tre parti ossia quattro sepali saldati 2 a 2 tipo lacinie ben separate o collegate alla base, più una brattea. L'altra sezione presente in Italia (Trionychon Wallr.) è caratterizzata dal calice diviso in 5 parti: in posizione centrale è presente una brattea, mentre su entrambi i lati è presente una bratteola lineare e una lacinia calicina profondamente bifida.
Il numero cromosomico di O. alsatica è: 2n = 38.

### Sottospecie
Per questa specie sono descritte due sottospecie (non riconosciute da tutte le checklist botaniche):
- subsp. libanotidis (Rupr.) Pusch, 1996: è più piccola (altezza del fusto: 15 – 40 cm; lunghezza della corolla: 12 – 20 mm) ed ha un ciclo biologico solamente perenne. Si trova nel Trentino, nell'Austria sud-orientale e nel Massiccio del Giura.[9] Un sinonimo di questa sottospecie (e quindi anche di O. alsatica) è O. bartlingii Griseb..
- subsp. mayeri (Suess. & Ronniger) Kreutz, 1995.[21] Un sinonimo di questa sottospecie (e quindi anche di O. alsatica) è O. mayeri (Suess. & Ronniger) Bertsch & F. Bertsch, 1948.

Un recente studio sulla morfologia dei semi e sul polline dei tre taxa (O. alsatica - O. bartlingii - O. mayeri) i cui campioni sono stati raccolti in prevalenza nell'Europa centrale, ha cercato di chiarire la tassonomia di questo gruppo. Per i semi è stata individuata una conformazione a "scanalatura" sui lati esterni delle pareti del seme sempre presente in O. bartlingii, per lo più assente in O. mayeri e in conformazioni incrociate in O. alsatica. Per quanto riguarda il polline è stata esaminata la struttura dell'esina (lo strato esterno dello sporoderma - parete di protezione del polline) che è risultata verrucata in O. mayeri, granulare in O. bartlingii e granulata e scabra in O. alsatica. Gli Autori concludono, anche in base a considerazioni statistiche sulle dimensioni del campione esaminato, che i tre taxa siano da separare a livello di specie.

### Sinonimi
Questa entità ha avuto nel tempo diverse nomenclature. L'elenco seguente indica alcuni tra i sinonimi più frequenti:
- Orobanche alsatica subsp. libanotidis (Rupr.) Tzvelev
- Orobanche alsatica subsp. mayeri (Suess. & Ronniger) Kreutz
- Orobanche alsatica var. libanotidis (Rupr.) Beck
- Orobanche alsatica var. mayeri Suess. & Ronniger
- Orobanche bartlingii Griseb.
- Orobanche caudata De Not.
- Orobanche cervariae Kirschl. ex Suard
- Orobanche fuscovinosa Maire
- Orobanche libanotidis Rupr.
- Orobanche mayeri (Suess. & Ronniger) Bertsch & F. Bertsch

## Altre notizie
L'orobanche dell'Alsazia in altre lingue è chiamata nei seguenti modi:
- (DE)  Elsässer Sommerwurz o Haarstrang-Würger
- (FR)  Orobanche d'Alsace